# 仮現説
仮現説（かげんせつ、ギリシア語：Δοκητισμός, Dokētismos、ラテン語：Docetismus、英語：Docetism）、またはキリスト仮現説とは、キリスト教の神学、キリスト論において、「イエスの身体性を否定する教説」を言う。つまり、「イエスの人としての誕生・行動や死はみな、人間の目にそのように見えただけであった」という見解である。当時の主流派（正統派）教会からは、異端であるとして排除された。語源は、ギリシア語の δοκεῖν（dokeīn、～であるように見える）という語である。
現在のキリスト教主流諸派では両性説が正統とされている。両性説ではイエスは神性と人性を併せ持った存在であり、神の子イエスは人間を救うため処女懐胎で受肉し、人間としての肉体を持って現世に現れたと説明される。

## 概要
以下のように、「仮現説」という語が意味するものには幅があるが、普通は狭義の仮現説を指す。
広義の仮現説
部分的に受肉を認める説を含める。イエスが人間に働きかけるための手段として仮に人間の身体を受けたとして、仮りそめの受肉を認める立場を含む（イエスの完全なる人間化は否定する）。
狭義の仮現説
イエスの肉体性を完全に否定する説。人間が目にしたイエスは、幻の如き存在であり、イエスは終始、霊的な存在であって、肉体をもつことはない。
仮現説は、しばしばキリスト教グノーシス主義と結びつけられる（ただし、仮現説とグノーシス主義とは同義ではない）。グノーシス主義では、「物質的・肉体的なもの」と「霊的なもの」とを対立的に考える二元論をとり、前者を悪であると捉え、前者と後者は相容れない存在であると考える。
このような立場からは容易に、「イエスが神であるならば、神が劣悪な肉体をまとうはずがない」という教説が生まれることとなる。
仮現説では、イエスの完全な人間化を否定するので、十字架の上で苦しんだり死んだりすること（受難）はなく、肉体を棄てて神的存在に戻るだけであると考える。したがって「肉体の復活」はなく、『福音書』などに見られる復活のイエスは、霊的に現われて啓示を伝えたものであるとする。また、当然の帰結として、「贖罪」信仰は成り立たない。
仮現説の片鱗は、グノーシス派と関係があるか否かはともかく、キリスト教の最初期までさかのぼることができる。

## 歴史
325年の第1ニカイア公会議で採択されたニカイア信条の中でも明確に述べられているように、原始キリスト教以来、キリスト教会は、ナザレのイエスを神であると告白してきた。しかし、「神が人間となる」（受肉）という矛盾をはらむキリスト論は、種々の神学を生み出した。キリストにおける「神としての側面」を強調した結果、人間としての肉体性を否定して唱えられたのが仮現説である。この点は、後代の「単性説」に通ずる部分がある。

## 教説

### 新約聖書の記述
『新約聖書』の文書において、仮現説と関係していると考えられる記述を以下に挙げる。

#### 福音記者ルカによる記述
『ルカ福音書』24:39には、「私の手や足を見なさい。まさしく私なのだ。さわって見なさい。霊には肉や骨はないが、あなたがたが見るとおり、私にはあるのだ」とあり、復活のイエスの肉体性が強調されている。
『使徒行伝』10:41では、復活したイエスが、弟子らとともに飲み食いしたと述べられ、単なる霊的な存在ではないことが書かれている。
以上のようなルカの記述の背景には、復活のイエスの肉体性を否定する者への反駁の意図があった可能性がある。

#### パウロ書簡
一般にパウロ（1世紀）の真正書簡と認められている『コリントの信徒への手紙一』によると、パウロ以外の人物が伝えた異なる福音の影響により、コリントスの教会が分裂したことが分かる。コリントスの信徒で、霊・肉の二元的な考え（パウロはこれを否定しない）から、極端に肉体を蔑視し、「死人の復活」を否定する者を、パウロは非難している（『第一コリント』15:12）。この「死後の復活否定」は、仮現説と並行した思想と言える。

#### ヨハネ文書
ヨハネ文書（1世紀末 - 2世紀）のうち、『ヨハネによる福音書』と『ヨハネの手紙一』に関係する記述がある。
『ヨハネ福音書』の冒頭（1:1-2）には「初めに言があった。言は神と共にあった。言は神であった。この言は初めに神と共にあった」とあり、また1:14に「そして言は肉体となり、わたしたちのうちに宿った。わたしたちはその栄光を見た。それは父のひとり子としての栄光であって、めぐみとまこととに満ちていた」とあるように、「父なる神の下に、言葉（ロゴス）として先住していたイエスが受肉した」という「受肉」を前提としている。また、20:24-29で、イエスの肉体の復活を否定する使徒トマスのシーンを通じて、肉体の復活が確証されている。
一方で、『ヨハネ福音書』を仮現説的、またグノーシス主義的な文書と見る説もある。このような立場では、受肉は譬喩的な表現に過ぎないことになる。
またトマスの告白なども、正統派教会の影響により、仮現説への反駁が『ヨハネ福音書』に添加されたと見なされることもある。このような点から『ヨハネ福音書』は仮現説に反駁する目的で編纂されたという見解がある。
また、『ヨハネの手紙一』4:1-3、『ヨハネの手紙二』1:7は、受肉を否定する偽預言者の存在に言及しており、偽預言者の教説が、仮現説に関係があると考えられる。

### アンティオキアのイグナティオスの証言
シリアのアンティオキアのイグナティオス（35年頃-110年）は使徒ヨハネの弟子であり、キリスト教の最初期に位置する。イグナティオスは、各教会への手紙で「（イエスが）霊においても、肉においても、受難し、復活した」という表現を用いており、わけても『スミルナのキリスト者への手紙』2:1では以下のように述べる。
続いて第6章に至るまでイエスの肉体性を何度も強調し、7:1では、この不信者どもが聖餐で拝領するのは、父なる神が甦らせたイエス・キリストの肉であることを信じないと断じている。

## キリスト教グノーシス主義の仮現説
前述の通り、グノーシス主義では、一般的に仮現説をとる。エイレナイオス（130年頃-202年）の『異端反駁』（Adversus haereses）の記述など、ギリシア教父の証言により、キリスト教グノーシス主義の仮現説（アレクサンドリアのバシレイデースの主張など）が分かる。また、20世紀に、多くのグノーシス文書を含む『ナグ・ハマディ写本』が発見されたことにより、原典に直接あたってグノーシス主義の仮現説を見ることができるようになった。

### バシレイデースの主張
以上に引用したように、バシレイデースにおいては、受難どころか、イエスの身体性が完全に否定され、またイエス以外の人物（シモン）の外見さえ変えられており、外見にとらわれる無知な人々を笑っている。まさに仮現説の極みである。
『ナグ・ハマディ写本』の『大いなるセツの第二の教え』や『ペトロ黙示録』にもバシレイデースとよく似た記述があり、受難したのはイエスとは別の人物であり、イエスが人々の無知を笑っていたとある。ただし、両書は、バシレイデース派の文献ではない。

### フィリポ福音書
『ナグ・ハマディ写本』の『フィリポ福音書』26:aには以下のようにある（〔 〕内は欠損部の推定復元）。
仮現説の語源を説明したかのような記述である。

### トマス福音書
ナグ・ハマディ写本の『トマス福音書』には以下のようにある。
トマス福音書では、肉体は否定的に見られているうえ、肉体の復活も否定している（語録11）。しかし少なくとも表現上は「受肉」を前提としており（語録28）、広義の仮現説に当てはまる。